# Вадово
Вадово — деревня в Горайской волости Островского района Псковской области.
Расположена в 27 км к югу от города Остров, в 2 км к северу от деревни Гривы.
Постоянное население по состоянию на 2000 год в деревне отсутствовало.
До 3 июня 2010 года деревня входила в состав ныне упразднённой Синерецкой волости с центром в д.Гривы.